# Catherine Share
Catherine Louise Share, nota anche con lo pseudonimo di Gypsy (Parigi, 10 dicembre 1942), è una criminale statunitense, ex membro della "famiglia" Manson.
La Share non fu direttamente coinvolta negli omicidi Tate-LaBianca dell'agosto 1969 che mandarono in carcere Charles Manson e alcuni dei suoi seguaci. Fu arrestata per aver tentato di intimidire un testimone durante il processo a Manson, trascorse novanta giorni in prigione, e in seguito venne condannata a cinque anni di reclusione per rapina a mano armata. Dopo la sua scarcerazione nel 1975, si dissociò totalmente dalla "Family" e si sottopose a un intervento di chirurgia plastica per rimuovere la "X" che si era incisa sulla fronte insieme ad altri devoti di Manson durante il procedimento giudiziario nei suoi confronti.

## Biografia
Catherine Share nacque a Parigi in Francia, da un violinista ungherese e da madre tedesca. Durante la seconda guerra mondiale, i suoi genitori facevano parte della Resistenza francese, e si suicidarono quando Catherine aveva solo due anni. La nonna materna morì in un ghetto dell'Europa orientale ed entrambi i nonni paterni morirono in un campo di concentramento. Prima del suicidio dei suoi genitori, il padre prese segretamente accordi con un avvocato francese per permettere la fuga della bambina all'estero.
Tramite questo accordo, Catherine fu adottata da una coppia di americani. Prima del suo arrivo, la coppia divorziò a causa dell'infedeltà del marito. Questo fatto portò il giudice a stabilire se la sola madre adottiva (Patricia Jeanne Johnston) fosse in grado o meno di mantenere la custodia della bambina. La donna si risposò in seguito con uno psicologo (Sidney Share) e si trasferì con il nuovo consorte a Hollywood, California. La Share si diplomò nel 1961 presso la Hollywood High School. La sua infanzia negli Stati Uniti fu, a suo dire, relativamente felice fino a quando alla madre adottiva fu diagnosticato un cancro e la donna si suicidò nel 1959, quando Catherine aveva sedici anni. Da allora visse con il padre adottivo. Quando egli si risposò, Catherine abbandonò il college e cominciò a girovagare per la California immergendosi nella controcultura hippy degli anni sessanta. Nel 1965, Catherine Share incise un singolo per l'etichetta Autumn di San Francisco (che all'epoca aveva nella sua scuderia i Beau Brummels). Il disco, sotto lo pseudonimo di Charity Shayne, venne pubblicato in Gran Bretagna negli anni 2000 come traccia del CD Someone to Love della Ace/Big Beat.

### Manson Family
All'inizio del 1967, la Share conobbe Bobby Beausoleil sul set di un film softcore intitolato Ramrodder. Intrecciò una relazione sentimentale con l'aspirante musicista e, dopo aver incontrato Charles Manson attraverso Beausoleil, entrò a far parte della "Family" che aveva la sua base logistica nello Spahn Ranch, e lì acquisì il soprannome "Gypsy". Non prese parte agli omicidi dell'agosto 1969, ma testimoniò al processo che la vera colpevole di tutto era Linda Kasabian, nel tentativo di far assolvere Manson dalle accuse.
Nel 1971, Share, insieme a quattro altri seguaci di Manson: Lynette "Squeaky" Fromme, Dennis Rice, Steve "Clem" Grogan e Ruth Ann "Ouisch" Moorehouse, fu accusata di tentato omicidio per aver complottato di uccidere l'ex membro della Family Barbara Hoyt, che pentitasi, doveva testimoniare contro Manson, Susan Atkins, Leslie Van Houten e Patricia Krenwinkel durante il processo per gli omicidi Tate/LaBianca. La Moorehouse portò Hoyt a Honolulu, Hawaii, per convincerla a non testimoniare. Se la Hoyt avesse persistito nel volere deporre davanti al giudice, "Ouisch" Moorehouse avrebbe dovuto ucciderla. Il 9 settembre 1970, quando Barbara Hoyt si stava preparando per prendere il volo di ritorno in California, la Moorehouse le diede da mangiare un hamburger arricchito con diverse dosi di LSD. La ragazza fu trovata su un marciapiede di Honolulu in stato di semi-incoscienza indotta dalla droga, e portata in ospedale, fece del suo meglio per identificarsi come testimone nel processo per gli omicidi Tate-LaBianca. Prima dell'incidente, la Hoyt era stata un testimone riluttante; dopo il tentativo di zittirla, la sua reticenza scomparve del tutto. Share, Fromme, Rice e Grogan trascorsero 90 giorni in carcere prima che l'accusa venisse commutata da tentato omicidio a intimidazione di un teste. La Moorehouse non scontò mai la condanna, e non si presentò davanti al giudice.
Sebbene in carcere, il 5 gennaio 1971 la Share partorì un figlio, chiamato "Phoenix". Per anni Catherine rifiutò di rivelare l'identità del padre del bambino, sebbene dichiarò che non era comunque Manson. Quando uscì di prigione, rivelò che il padre era Steve "Clem" Grogan.
Il 21 agosto 1971, la Share, accompagnata dall'allora marito Kenneth Como, e dai membri della Family Mary Brunner, Dennis Rice, Charles Lovett, e Larry Bailey, guidò un furgone bianco fino a un'armeria della catena Western Surplus di Hawthorne, California. Una volta dentro il negozio, il gruppo estrasse delle pistole ordinando a clienti e commessi di stendersi a terra. Poi rubarono 143 fucili e li caricarono sul furgone, mentre un commesso del locale azionava l'allarme. In precedenza la banda aveva rapinato un negozio di liquori. Quando arrivò la polizia, la Share aprì il fuoco contro gli agenti. Nel conflitto a fuoco che ne seguì, rimasero feriti lei, Brunner e Bailey. La polizia scoprì che il piano del gruppo era quello di dirottare un Boeing 747 minacciando di uccidere un passeggero ogni ora fino a quando Manson non fosse stato liberato.
Catherine Share fu condannata a cinque anni di carcere per la sua partecipazione nella rapina a Hawthorne e fu scarcerata nel 1975. Dopo il rilascio, si dissociò completamente dalla "Family" e si fece rimuovere chirurgicamente la "X" che lei (e altri) si era incisa in fronte come atto di solidarietà verso Charles Manson durante il suo processo.

### Periodo successivo
Nel 1979 Catherine Share fu condannata in contumacia dallo Stato della California per sei imputazioni relative a frode postale, trasporto interstatale di beni rubati, e uso fraudolento di carte di credito. Inizialmente fuggì in Canada ma in seguito decise di tornare negli Stati Uniti e di scontare la pena. Nel luglio 2006 la Share tornò allo Spahn Ranch per essere intervistata circa il suo ruolo nella Manson Family in occasione della serie Our Generation su History Channel. Nel 2007 fu intervistata dallo psicologo forense Michael Stone per il programma televisivo Most Evil. Oggi, Catherine Share si è convertita al Cristianesimo e rinnega decisamente il suo passato di "discepola" di Charles Manson.

## Riferimenti nella cultura di massa
Nel film TV Helter Skelter del 2004, Share è interpretata da Yvonne Delarosa.
Nel film House of Manson di Brandon Slagle del 2014, Catherine Share è interpretata da Caitlin Kazepis. Nel film C'era una volta a... Hollywood di Quentin Tarantino del 2019, è interpretata da Lena Dunham.